# Pieśni strumyka
Pieśni strumyka – pierwszy solowy album Krzysztofa Myszkowskiego, założyciela i lidera zespołu Stare Dobre Małżeństwo wydany w 1995 roku. Autorem większości tekstów zaprezentowanych na płycie jest Adam Ziemianin, muzykę do nich skomponował Krzysztof Myszkowski.

## Lista utworów

### CD
1. Wiersz Księżycowy (sł. Bolesław Leśmian)
2. Musisz Mi Pomóc (sł. Edward Stachura)
3. Krzywda (sł. Bolesław Leśmian)
4. Twój Portret Wiosenny (sł. Adam Ziemianin)
5. Język Nasz Trudny (sł. Adam Ziemianin)
6. Śnież Się W Duszy Mojej, Śnież ... (sł. Bolesław Leśmian)
7. Ludzie (sł. Bolesław Leśmian)
8. Kwiaciarka Z Plant (sł. Adam Ziemianin)
9. Coś Wisi W Powietrzu (sł. Adam Ziemianin)
10. Dwa Kroki Do Jesieni (sł. Adam Ziemianin)
11. Rozmawiam Z Moim Psem (sł. Adam Ziemianin)
12. Żytniówka (sł. Adam Ziemianin)
13. Ludziom Nie Zawsze Można Wierzyć (sł. Adam Ziemianin)
14. Zbieg Okoliczności Łagodzących (sł. Adam Ziemianin)